# Пригоршня мести
Пригоршня мести (англ. Fistful of Vengeance) — это американский сверхъестественный боевик-триллер, снятый Роэлем Рейне, сценарий написан Кэмерон Литвак, Джессикой Чоу и Ялун Ту. Фильм является продолжением первого сезона телесериала «Убийцы Ву». Мировая премьера 17 февраля 2022 на Netflix.

## В ролях
- Ико Ювайс — Кай Джин
- Льюис Тан — Лу Синь Ли